# Varanus hamersleyensis
Varanus hamersleyensis є карликовим представником родини Varanidae.

## Опис
Вид Varanus, дещо схожий на V. glauerti, що зустрічається на півночі, хоча темніший, із білуватими очними плямами на верхній поверхні. Тіло струнке. Довжина від морди до хвоста менше 160 міліметрів, а довжина хвоста удвічі більша.

## Поширення і середовище проживання
Вид обмежений скелястою та крутою місцевістю хребта Гамерслі в Західній Австралії. Varanus hamersleyensis пов'язані з різноманітною рослинністю, часто евкаліптовими деревами та угрупованнями спініфексу, на смугастих залізнякових утвореннях із глибокими ущелинами та крутими скелями. Індивідуальний ареал обмежений високою точністю до місцевого типу середовища існування.